# Sveti Ivan Žabno
Sveti Ivan Žabno es un municipio de Croacia en el condado de Koprivnica-Križevci.

## Geografía
Se encuentra a una altitud de 176 m s. n. m. a 57 km de la capital nacional, Zagreb.

## Demografía
En el censo 2011 el total de población del municipio fue de 5222 habitantes, distribuidos en las siguientes localidades:
- Brdo Cirkvensko - 156
- Brezovljani - 305
- Cepidlak - 155
- Cirkvena - 574
- Hrsovo - 268
- Kenđelovec - 164
- Kuštani - 116
- Ladinec - 152
- Markovac Križevački - 147
- Novi Glog - 144
- Predavec Križevački - 111
- Rašćani - 130
- Sveti Ivan Žabno - 1 199
- Sveti Petar Čvrstec - 603
- Škrinjari - 212
- Trema - 786

| Gráfica de población de Sveti Ivan Žabno 1857-2011                  |
|                                                                     |
| Según los censos de población de la oficina estadística de Croacia. |